# Hrabství Foix
Hrabství Foix (okcitánsky Comtat de Fois, francouzsky Comté de Foix) byla drobná monarchie na jihu Francie. Do Velké francouzská revoluce bylo nezávislým lénem Francouzského království, poté bylo přeměněno ve francouzskou provincii. Její území odpovídalo zhruba východní části moderního departementu Ariège (západní část Ariège byla spravována jako malá provincie Couserans). 

## Historie
Ve středověku v hrabství vládli hrabata z Foix, sídlícím ve stejnojmenném hradě, avšak v roce 1290 získali nedaleké vikomství Béarn, které bylo celkově bohatší a úrodnější, proto jej hrabata začala upřednostňovat a také si ho zvolili za centrum svého panství. Od té doby se hrabata z Foix zřídka zdržovala ve svém domovském hrabství.

## Seznam hrabat z Foix

Heraldické znaky dynastií hrabat z Foix:
Foix
Foix-Béarn
Foix-Grailly
Albret
Bourboni

### Dynastie Foix

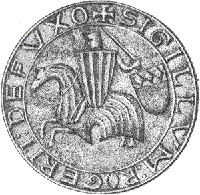
Pečeť pátého hraběte z Foix Raimunda Rogera

- 1010–1034: Bernard Roger, syn Rogera I. z Carcassonne
- 1034–1067: Roger I. z Foix, první hrabě
- 1067–1124: Roger II., druhý hrabě
- 1124–1148: Roger III., třetí hrabě
- 1148–1188: Roger Bernard I., čtvrtý hrabě
- 1188–1223: Raimond Roger, pátý hrabě
- 1223–1241: Roger Bernard II., šestý hrabě
- 1241–1265: Roger IV., sedmý hrabě
- 1265–1302: Roger Bernard III., osmý hrabě

### Dynastie Foix-Béarn
- 1302–1315: Gaston I., devátý hrabě
- 1315–1343: Gaston II., desátý hrabě
- 1343–1391: Gaston Fébus, jedenáctý hrabě
- 1391–1398: Matyáš, dvanáctý hrabě, syn Rogera Bernarda II. z Castellbó
- 1398–1412: Isabela, třináctá hraběnka, dcera Rogera Bernarda II. z Castellbó

### Dynastie Foix-Grailly
- 1412–1436: Jan I., čtrnáctý hrabě
- 1436–1472: Gaston IV., patnáctý hrabě
- 1472–1483: František Fébus, šestnáctý hrabě (jako František I. byl i králem navarrským)
- 1483–1517: Kateřina Navarrská, sedmnáctá hraběnka a také královna navarrská

### Dynastie Albret
- 1517–1555: Jindřich I., osmnáctý hrabě (jako Jindřich II. byl i králem navarrským)
- 1555–1572: Johana d'Albret, devatenáctá hraběnka (jako Johana III. byla i královnou navarrskou)

### Dynastie Bourbonů
- 1572–1607: Jindřich II., dvacátý hrabě (jako Jindřich IV. byl králem francouzským)